# Diocesi di Mostene
La diocesi di Mostene (in latino: Dioecesis Mostenensis) è una sede soppressa del patriarcato di Costantinopoli e una sede titolare della Chiesa cattolica.

## Storia
Mostene, identificabile con Asartepe nell'odierna Turchia, è un'antica sede episcopale della provincia romana della Lidia nella diocesi civile di Asia. Faceva parte del patriarcato di Costantinopoli ed era suffraganea dell'arcidiocesi di Sardi.
La diocesi è documentata nelle Notitiae Episcopatuum del patriarcato di Costantinopoli fino al XII secolo.
A questa antica diocesi Michel Le Quien attribuisce con certezza un solo vescovo. Giuliano prese parte al sinodo permanente di Costantinopoli celebrato nel mese di novembre 448 dal patriarca Flaviano, dove fu condannato per eresia l'archimandrita Eutiche. Assente al concilio di Efeso del 449 e a quello di Calcedonia del 451, Giuliano fu tra i firmatari della lettera che i vescovi della Lidia inviarono nel 458 all'imperatore Leone I dopo la morte del patriarca Proterio di Alessandria.
Le Quien aggiunge, ma con il beneficio del dubbio, il vescovo Eutimio che partecipò al concilio dell'869 che condannò il patriarca Fozio di Costantinopoli; lo stesso erudita infatti chiarisce che questo vescovo potrebbe anche appartenere alla diocesi di Mossina.
Dal 1933 Mostene è annoverata tra le sedi vescovili titolari della Chiesa cattolica; la sede è vacante dal 26 novembre 1964.

## Cronotassi

### Vescovi greci
- Giuliano † (prima del 448 - dopo il 458)
- Eutimio ? † (menzionato nell'869)

### Vescovi titolari
- Leo Isidore Scharmach, M.S.C. † (13 giugno 1939 - 26 novembre 1964 deceduto)[4]